# Нонсенс

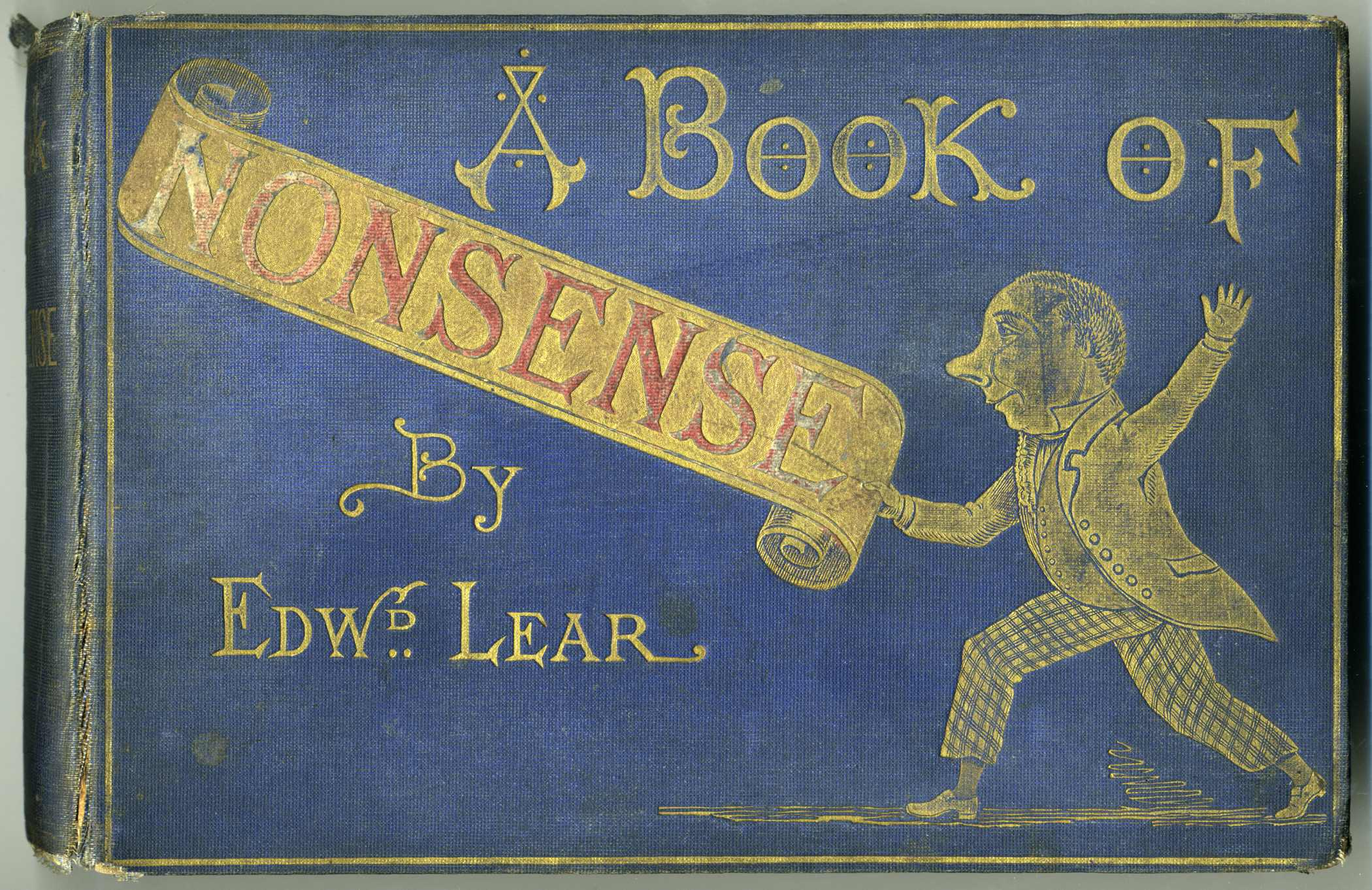
Книга нонсенса (издание Джеймса Миллера ок. 1875 года) Эдуарда Лира

Но́нсенс (англ. nonsense от лат. non — нет и sensus — смысл) — высказывание (реже — действие), лишённое смысла или само отсутствие смысла, бессмыслица.
Нонсенс — разновидность алогизма или логической ошибки. Термин «нонсенс» очень близок по смыслу к терминам абсурд, оксюморон.
Поскольку логически бессмысленные высказывания (например, самопротиворечие или другая логическая ошибка) производят определённый эстетический эффект, нонсенс используется в искусстве (например, он является основой риторической фигуры оксюморона). В английской литературе существует целое художественное направление, эксплуатирующее этот приём — литература нонсенса. К ней принадлежали Эдуард Лир (в частности, сюда относится «Книга нонсенса» (1846 год), содержащая лимерики) и Льюис Кэрролл.
В современной философии термин переосмысляется: нонсенс есть полное отсутствие раз и навсегда заданного смысла. Именно поэтому он является условием возможности семантического движения как такового (то есть создания смысла).